# Temporada de huracanes en el Atlántico de 1989
La temporada de huracanes en el Atlántico de 1989 comenzó oficialmente el 1 de junio de 1989, y se prolongó hasta el 30 de noviembre de 1989. Estas fechas convencionalmente delimitan el período de cada año, cuando la mayoría de ciclones tropicales se forman en la cuenca atlántica.
La tormenta más notable de 1989 fue el Huracán Hugo, que en su recorrido a través de las Antillas Menores y de Carolina del Sur; mató a 76 personas y causó daños por valor de $10,000 ($17,400 en 2008 dólares ), convirtiéndose en el más costoso de los huracanes del Atlántico hasta el Huracán Andrew en la temporada de 1992, y desde entonces ha descendido hasta el noveno huracán más costoso. Dean causó algunos daños y heridos en las Bermudas en agosto. Allison causó inundaciones tierra adentro desde Texas a Misisipi, haciendo $500 millones (1989 USD) en daños y matando a once personas. Chantal es responsable de $100 millones (1989 dólares) en daños, cuando llegó a tierra en la Isla Alto, Tejas, matando a trece. Jerry causó 70 millones de dólares en daños en Téxas en octubre, así como mató a 3 personas.

## Tormentas
Cronología de la actividad tropical del Atlántico en 1989 en la temporada de huracanes

### Tormenta Tropical Allison
Una depresión tropical formada salió de la costa de México el 24 de junio de una onda tropical influenciado por los remanentes del huracán Cosme de la Temporada de huracanes en el Pacífico de 1989. Fue ascendido a la tormenta tropical Allison dos días más tarde y llegó a tierra cerca de Freeport, Texas. A pesar de que rápidamente se convirtió en extratropical al tocar tierra, los restos vagaron por el sur de Estados Unidos durante varios días trayendo fuertes lluvias. La tormenta llegó tan al norte como Indiana antes de pasar al sur de nuevo y, por último, disiparse sobre Arkansas el 7 de julio.
Once muertes por ahogamiento fueron atribuidos a las lluvias asociadas con Allison, y daños causados por las inundaciones en Texas, Luisiana y Misisipi se estima en 500 millones de dólares (1989 USD).

### Tormenta Tropical Barry
La tormenta tropical Barry se desarrolló a partir de una onda tropical, que se trasladó fuera de la costa oeste de África el 7 de julio. La ola se desarrolló rápidamente el 9 de julio y fue designada depresión tropical Tres. La depresión se encontraba a mitad de camino entre África y la Antillas Menores y viajaba hacia el noroeste en respuesta a una zona de alta presión situada al norte de las Azores. La depresión pasó a ser tormenta tropical Barry el 11 de julio. Barry lentamente se intensificó y alcanzó su pico de intensidad con vientos de 85 km/h (53 mph) al día siguiente. El 13 de julio, Barry se debilitó a una depresión y se disipó poco después, mientras estaba situada a 880 km (547 mi) al noreste de las Antillas Menores.

### Huracán Chantal
Chantal se desarrolló a partir de una perturbación en la zona de convergencia intertropical observada por primera vez cerca de Trinidad, pero no se convirtió en una tormenta hasta encontrarse al norte de Yucatán el 31 de julio. Se fortaleció a un huracán de categoría 1 antes de tocar tierra en High Island, Tejas el 1 de agosto. La superficide de circulación de la tormenta se disipó en el suroeste de Oklahoma, pero su nivel medio de circulación perseveró; girando hacia el nordeste a través de las llanuras centrales y a través de los Grandes Lagos y el estado de Nueva York.
Trece muertes se registraron, entre ellos 10 tripulantes de la torre de perforación de petróleo Avco 5 que zozobró frente a Ciudad Morgan, Luisiana. Daños causados por el viento y las inundaciones se estiman en 100 millones de dólares (1989 USD).

### Huracán Dean
El huracán Dean se desarrolló como una tormenta tropical en el Atlántico central el 1 de agosto y se convirtió en un huracán al día siguiente. Inicialmente se dirigió a las Islas de Sotavento, pero pasó al norte, con el ojo pasando por Bermudas el 6 de agosto. Posteriormente pasó por Nueva Escocia y Terranova antes de perder las características tropicales.
Los daños en las Bermudas se acercaron 9 millones de dólares (1.989 USD), con 16 personas heridas. No se observaron daños en Canadá.

### Huracán Erin
Un organizada onda tropical fue vista emerger frente a las costas de África el 16 de agosto por imágenes METEOSAT. Una vez que el sistema aslió a las frías aguas del océano Atlántico oriental, su convección disminuyó, pero dejó un pequeño, bien organizado bajo nivel de circulación. Poco a poco la onda tropical comenzó a recuperar su convección y se convirtió en una depresión tropical justo al sureste de las islas de Cabo Verde temprano el 18 de agosto basado en observaciones por satélite. Erin se convirtió en una tormenta tropical el 19 de agosto, mientras se ecnontraba a 880 km (547 mi) al oeste de Cabo Verde. A causa de la interacción entre la depresión tropical, una onda tropical moviéndose a través del Atlántico central y un sistema subtropical al norte, Erin avanza hacia el norte-noroeste. Erin continuó dirigiéndose al norte-noroeste hasta el 21 de agosto, cuando lo hizo hacia el norte. Se convirtió en un huracán el 22 de agosto. Erin frenó y comenzó a moverse más hacia el noroeste. Sin embargo, poco después, una ola en movimiento hacia el oeste de Erin lo obligó a trasladarse al norte y finalmente al norte-noreste. Erin entonces comenzó a debilitarse y degeneró en una tormenta tropical. Se convirtió en extratropical el 27 de agosto. No tocó tierra.

### Huracán Félix
Félix se convirtió en una tormenta el 26 de agosto al norte de Cabo Verde. Se dirigió hacia el norte en general, con intensidad variable, con el tiempo se convirtió en un huracán el 7 de septiembre. Se convirtió en extratropical dos días después sin acercarse a tierra. Félix tardó 13 días para llegar a huracán, un récord que más tarde sería igualado por el huracán Irene en 2005.

### Huracán Gabrielle
Gabrielle se desarrolló al sur de Félix y tomó un curso más occidental. Se convirtió en una tormenta tropical el 31 de agosto y en un huracán Categoría 4 el 3 de septiembre. Siguió hacia el norte, y se fusionó con una tormenta no tropical frente a Terranova el 13 de septiembre.
A pesar de que nunca se acercó a la tierra, fue una gran y poderosa tormenta que generó olas de hasta 20 pies todo el camino del Caribe a Canadá. Estos fueron los responsables de ocho muertes en la Costa Este de los Estados Unidos.

### Huracán Hugo
Una onda tropical se convirtió en una depresión tropical frente a las costas de África el 10 de septiembre. Se trasladó hacia el oeste, hasta alcanzar fuerza de tormenta tropical el 11 de septiembre y la condición de huracán el 13 de septiembre. Como Hugo se acercó a la Antillas Menores, y se intensificó rápidamente a un huracán Categoría 5 con vientos de 260 km/h (162 mph) el 15 de septiembre, aunque se debilitó a categoría 3, mientras pasaba por las Antillas Menores. Después de cruzar Puerto Rico el 18 de septiembre, Hugo se debilitó a un huracán categoría 2 con vientos de 170 km/h (106 mph), pero se aceleró hacia el noroeste, de nuevo fortaleciéndose. Justo antes de golpear a cerca de Charleston, Carolina del Sur el 22 de septiembre, alcanzó vientos de 225 km/h (140 mph) y rápidamente se debilitó cuando giró al noreste. Hugo se convirtió en extratropical sobre el 23 de septiembre en el noroeste de Pensilvania y se disipó el 25 de septiembre, mientras se encontraba al sur de Groenlandia.
Mientras cruzaba el Caribe, Hugo fue responsable de daños por valor de $3.000 millones (1989 USD) y de 28 muertes. En los Estados Unidos, el huracán causó $7000 millones (1989 USD) en daños y 21 muertes, principalmente en Carolina del Sur. Un devastador huracán, en ese momento fue el más costoso en la historia de EE. UU., aunque ahora es el octavo, causando grandes daños en el Caribe y Carolina del Sur.

### Tormenta Tropical Iris
Iris se desarrolló a 650 km (404 mi) al este de Barbados de una onda tropical tras la que había dado lugar a Hugo. Llegó a la fuerza de tormenta tropical el 18 de septiembre, pero la salida de Hugo impidió un mayor fortalecimiento. La tormenta viajó al norte de las Antillas Menores y se disipó al noreste de las Islas Turcas el 22 de septiembre. Dejó fuertes lluvias en las regiones ya bañadas por Hugo, pero no hubo más daño o víctimas.

### Huracán Jerry
Jerry se desarrolló a partir de una onda salida de África, pero el desarrollo no se produjo hasta que cruzó la península de Yucatán en la bahía de Campeche. Allí se convirtió en una tormenta tropical el 13 de octubre. Siguió en general hacia el norte y alcanzó fuerza de huracán en la Isla de Galveston el 15 de octubre. Los restos a través del Valle de Tennessee delante de una zona frontal, y, finalmente, en las costas de los estados del medio Atlántico estadounidenses.
Tres personas murieron cuando un automóvil en Galveston, Texas cuando salió de la autopista 87. Los daños se estimaron en $70 millones (1989 USD, $110 millones de dólares 2005).

### Tormenta Tropical Karen
Karen se convirtió en una tormenta tropical al sur de la Isla de la Juventud el 30 de noviembre. Se movió al suroeste perdiendo su circulación el 4 de diciembre. Los restos pasaron por Nicaragua.
Karen trajo fuertes lluvias al oeste de Cuba, causando daños a la propiedad y los cultivos. No se informó de bajas. Karen era inusual porque la tormenta no hazo tierra en el Caribe.

## Energía Ciclónica Acumulada (ECA)
| ACE (104kt²) – Tormenta: Fuente | ACE (104kt²) – Tormenta: Fuente | ACE (104kt²) – Tormenta: Fuente | ACE (104kt²) – Tormenta: Fuente | ACE (104kt²) – Tormenta: Fuente | ACE (104kt²) – Tormenta: Fuente |
| ------------------------------- | ------------------------------- | ------------------------------- | ------------------------------- | ------------------------------- | ------------------------------- |
| 1                               | 42,7                            | Hugo                            | 7                               | 2,65                            | Karen                           |
| 2                               | 38,2                            | Gabrielle                       | 8                               | 2,54                            | Iris                            |
| 3                               | 15,9                            | Dean                            | 9                               | 2,45                            | Chantal                         |
| 4                               | 14,2                            | Erin                            | 10                              | 1,78                            | Barry                           |
| 5                               | 9,86                            | Félix                           | 11                              | 0,933                           | Allison                         |
| 6                               | 4,02                            | Jerry                           |                                 |                                 |                                 |
| Total= 135,233 (135)            |                                 |                                 |                                 |                                 |                                 |

La tabla a la derecha muestra la Energía Ciclónica Acumulada (ECA) para cada ciclón tropical formado durante la temporada. El ECA es, a grandes rasgos, una medida de la energía del huracán multiplicado por la longitud del tiempo que existió, así como de huracanes particularmente intensos. Cuanto más tiempo dure y más intenso sea el huracán conllevará una ECA más alta. El valor de ECA solo se calcula para sistemas tropicales de 34 nudos (39 mph, 63 km/h) o más y tormentas tropicales fuertes.

## Estadísticas de temporada
Esta es una tabla de las tormentas en 1989 y sus entradas en tierra, si los hubo. Los muertos entre paréntesis son adicionales e indirectos (un ejemplo de una muerte indirecta sería una accidente de tráfico). Los daños y las muertes totales incluyendo mientras la tormenta fue extratropical o una onda o una borrasca.
| Escala de huracanes de Saffir-Simpson                                               |
| Depresión tropical - Tormenta tropical - Cat. 1 - Cat. 2 - Cat. 3 - Cat. 4 - Cat. 5 |

| Nombre                      | Fechas activo                  | Categoría de tormenta en intensidad máxima | Vientos máx. (km/h) | Presión min (hPa) | ACE       | Áreas afectadas                 | Áreas afectadas  | Áreas afectadas    | Daños (en millones USD) | Muertos |
| Nombre                      | Fechas activo                  | Categoría de tormenta en intensidad máxima | Vientos máx. (km/h) | Presión min (hPa) | ACE       | Lugar                           | Fecha            | Vientos (km/h)     | Daños (en millones USD) | Muertos |
| --------------------------- | ------------------------------ | ------------------------------------------ | ------------------- | ----------------- | --------- | ------------------------------- | ---------------- | ------------------ | ----------------------- | ------- |
| Uno                         | 15-16 de junio                 | Depresión tropical                         | 55 km/h (34 mph)    | Desconocida       | N/A       | Ninguno                         | Ninguno          | Ninguno            | 0                       | 0       |
| Allison                     | 24 de junio-1 de julio         | Tormenta tropical                          | 80 km/h (50 mph)    | 999               | 0,993     | Freeport, Texas                 | 27 de junio      | 80 km/h (50 mph)   | 560                     | 11      |
| Barry                       | 9-14 de julio                  | Tormenta tropical                          | 90 km/h (56 mph)    | 1005              | 1,78      | Ninguno                         | Ninguno          | Ninguno            | 0                       | 0       |
| Chantal                     | 30 de julio-4 de agosto        | Huracán categoría 1                        | 130 km/h (81 mph)   | 986               | 2,45      | High Island, Texas              | 31 de julio      | 130 km/h (81 mph)  | 100                     | 13      |
| Dean                        | 31 de julio-9 de agosto        | Huracán categoría 2                        | 170 km/h (106 mph)  | 968               | 15,9      | Bermudas                        | 6 de agosto      | 160 km/h (99 mph)  | 9                       | 0       |
| Dean                        | 31 de julio-9 de agosto        | Huracán categoría 2                        | 170 km/h (106 mph)  | 968               | 15,9      | Marystown, Terranova y Labrador | 8 de agosto      | 105 km/h (65 mph)  | 9                       | 0       |
| Seis                        | 16-16 de agosto                | Depresión tropical                         | 55 km/h (34 mph)    | Desconocida       | N/A       | Ninguno                         | Ninguno          | Ninguno            | 0                       | 0       |
| Erin                        | 18-27 de agosto                | Huracán categoría 2                        | 170 km/h (106 mph)  | 968               | 14,2      | Ninguno                         | Ninguno          | Ninguno            | 0                       | 0       |
| Félix                       | 26 de agosto-10 de septiembre  | Huracán categoría 1                        | 135 km/h (84 mph)   | 979               | 9,86      | Cabo Verde                      | 25 de septiembre | 70 km/h (43 mph)   | Mínimo                  | 0       |
| Nueve                       | 28-30 de agosto                | Depresión tropical                         | 55 km/h (34 mph)    | Desconocida       | N/A       | Ninguno                         | Ninguno          | Ninguno            | 0                       | 0       |
| Gabrielle                   | 30 de agosto-13 de septiembre  | Huracán categoría 4                        | 235 km/h (146 mph)  | 937               | 38,2      | Ninguno                         | Ninguno          | Ninguno            | 0                       | 9       |
| Hugo                        | 9-25 de septiembre             | Huracán categoría 5                        | 260 km/h (162 mph)  | 918               | 42,7      | Guadalupe                       | 17 de septiembre | 225 km/h (140 mph) | 10.000                  | 76      |
| Hugo                        | 9-25 de septiembre             | Huracán categoría 5                        | 260 km/h (162 mph)  | 918               | 42,7      | Puerto Rico                     | 18 de septiembre | 195 km/h (121 mph) | 10.000                  | 76      |
| Hugo                        | 9-25 de septiembre             | Huracán categoría 5                        | 260 km/h (162 mph)  | 918               | 42,7      | Charleston (Carolina del Sur)   | 22 de septiembre | 170 km/h (106 mph) | 10.000                  | 76      |
| Iris                        | 16-27 de septiembre            | Tormenta tropical                          | 115 km/h (71 mph)   | 1001              | N/A       | Ninguno                         | Ninguno          | Ninguno            | 0                       | 0       |
| Trece                       | 2-3 de octubre                 | Depresión tropical                         | 55 km/h (34 mph)    | Desconocida       | N/A       | Ninguno                         | Ninguno          | Ninguno            | 0                       | 0       |
| Jerry                       | 12-16 de octubre               | Huracán categoría 1                        | 120 km/h (75 mph)   | 983               | 4,02      | Galveston, Texas                | 16 de octubre    | 120 km/h (75 mph)  | 70                      | 3       |
| Karen                       | 28 de noviembre-4 de diciembre | Tormenta tropical                          | 100 km/h (62 mph)   | 1000              | 2,65      | Ninguno                         | Ninguno          | Ninguno            | Mínimo                  | 0       |
| Totales de la temporada     |                                |                                            |                     |                   |           |                                 |                  |                    |                         |         |
| {{{num-ciclones}}} ciclones | 24 de junio-4 de diciembre     |                                            | 260 km/h (162 mph)  | 918               | '135,233' | 7                               | 7                | 7                  | '10.739'                | '112'   |

## Nombres de las tormentas
Los siguientes nombres fueron usados para nombrar las tormentas que se formaron en el Atlántico Norte en el 1989. Es la misma lista usada para la temporada de 1983, excepto Allison que sustituye a Alicia. Esta lista será usada de nuevo en la temporada de 1995, salvo los nombre retirados. Las tormentas Allison, Erin, Félix, Gabrielle, Hugo, Iris, Jerry, y Karen, fueron nombradas por primera vez (y única en el caso de Hugo) en 1989. Los nombres que no han sido usados en esta temporada están marcados con gris.
| - Allison - Barry - Chantal - Dean - Erin - Félix - Gabrielle | - Hugo - Iris - Jerry - Karen - Luis (sin usar) - Marilyn (sin usar) - Noel (sin usar) | - Opal (sin usar) - Pablo (sin usar) - Roxanne (sin usar) - Sebastien (sin usar) - Tanya (sin usar) - Van (sin usar) - Wendy (sin usar) |

### Nombres retirados
La Organización Meteorológica Mundial retiró un nombre en la primavera de 1990: Hugo. Fue reemplazado en la temporada de 1995 por Humberto.